# 979 Ilsewa
979 Ilsewa eller 1922 MC är en asteroid i huvudbältet, som upptäcktes den 29 juni 1922 av den tyske astronomen Karl Wilhelm Reinmuth i Heidelberg. Den är uppkallad efter Ilse Waldorf, en vän till upptäckaren.
Asteroiden har en diameter på ungefär 35 kilometer.